# Archives de l'État à Bruges

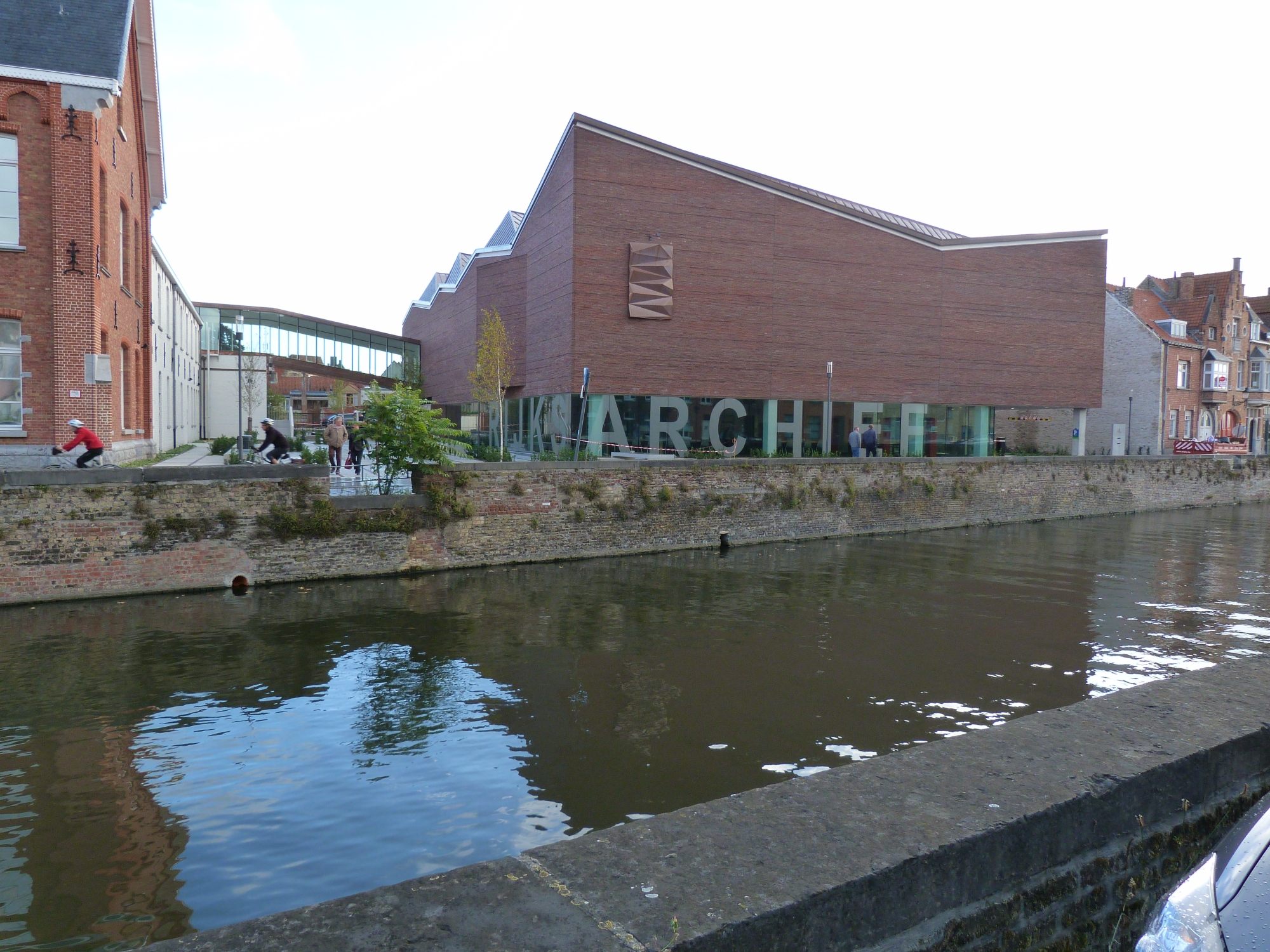
Le nouveau bâtiment des Archives de l'État à Bruges.

Les Archives de l’État à Bruges sont l’une des 20 implantations des Archives de l'État en Belgique.
Elles se trouvent depuis 2013, à la Predikherenrei, dans le centre de Bruges en province de Flandre-Occidentale. Ce déménagement a permis de tripler la capacité de stockage d’archives. 
Les Archives de l’État à Bruges ont occupé, entre  1911 et 2013, la Loge des Bourgeois et rencontraient des problèmes de saturation depuis plusieurs années. 

## Qu’y trouve-t-on?
Étudiants, chercheurs, passionnés de généalogie ou d’histoire peuvent consulter aux Archives de l’État à Bruges, dans la limite du caractère privé de certaines données, une grande gamme de documents produits à l'une ou l'autre époque sur le territoire de l'arrondissement judiciaire de Bruges :
- Les archives des institutions publiques locales et régionales de l'Ancien Régime : archives de la cour féodale de Furnes, de la cour féodale de Bruges, des seigneuries, des échevinages, de l'hôpital Saint-Jean à Damme (1484-1670), etc.
- Les archives des institutions provinciales.
- Les archives des Chambres de commerce (pouvoir public jusqu'en 1875).
- Les archives des communes et CPAS.
- Les archives de wateringues.
- Les minutes, répertoires et tables des notaires de l'arrondissement de Bruges : notaires P. Ancot (1797-1838), J. De Puydt (1853-1880), etc.
- Les archives ecclésiastiques : archives des fabriques d'église, des évêchés de Tournai, Ypres, Bruges, des chapitres, de l'abbaye d'Oudenbourg, du couvent des sœurs de Notre-Dame à Ypres, etc.
- Les archives de bureau d'architecte Konstrukto (Tielt), les archives de l’ancien navire-école Mercator, etc.
- Les archives de particuliers ayant joué un rôle important dans la vie sociale : archives des familles de Coullemont, de Moffarts, Ysenbrandt, etc., les archives d'hommes politiques, etc.
- Les cartes Mestdagh, une carte de 14 m relative à la construction d'une chaussée entre Steenbrugge et Ingelmunster, tirée des archives de la  wateringue de Moerkerke, etc.
- Les plans : plans Popp, etc.
- Diverses sources généalogiques sur microfilms.
- De nombreux registres paroissiaux du pays sous forme numérique.
- Les registres de l'état civil.
- etc.

Le document le plus ancien est extrait des archives du Prieuré de Saint-Bertin à Poperinge et date de l'an 745 (copie du Xe siècle).

## Salle de lecture numérique
Depuis août 2009, les registres paroissiaux et registres d’état civil de tout le pays ont été progressivement numérisés et mis à disposition du public dans les salles de lecture des Archives de l’État, dont celle de Bruges. 
Depuis janvier 2013, plus de 27 000 registres paroissiaux et un nombre sans cesse croissant de registres d’état civil de moins de 100 ans sont également disponibles gratuitement sur le site internet des Archives de l’État.
D’autres types de documents sont, par ailleurs, consultables depuis la salle de lecture numérique ou le site internet des Archives de l’État : 6 000 photos de la Première Guerre mondiale, des milliers de cartes et plans, les procès-verbaux du Conseil des Ministres (1918-1979), l'annuaire statistique de la Belgique (et du Congo belge) depuis 1870, 38 000 moulages de sceaux, les rapports des prêtres et des responsables de communauté religieuse sur les événements qui se sont déroulés durant la Première Guerre mondiale guerre dans leur localité, etc.